# Vassili Juravlev
Vassili Nikolaievitx Juravlev (rus: Василий Николаевич Журавлёв, Riazan- 2 d'agost de 1904 - Moscou, 6 de novembre de 1987) és un director de cinema rus i soviètic.

## Biografia
Fill d'un comptable, durant la Revolució russa i la Guerra Civil russa es va enrolar com a agent d'enllaç i xofer. El 1923 va ingressar a l'Institut Gerasimov de Cinematografia (VGIK) i el 1927 es graduà com a director. Va treballar com a ajudant de Serguei Iutkevitx i a partir de la dècada del 1930 fou un dels precursors del cinema de ciència-ficció a la URSS amb Kosmitxeski reis: Fantastitxeskaia novella (1936), viatge a la lluna amb influència de Fritz Lang, però fou criticada per no estar en línia amb el realisme soviètic, raó per la qual va romandre oblidada fins que el 1984 fou emesa per la televisió soviètica.
Arran d'això es va dedicar a dirigir pel·lícules per a infants i joves, raó per la qual se'l considera un dels precursors del cinema infantil rus. El seu major èxit en aquest sentit fou Piatnadtsatiletni kapitan (Un capità de quinze anys), adaptació de la novel·la el 1946. Al Festival Internacional de Cinema de Sant Sebastià 1968 va rebre la Conquilla de Plata al millor curtmetratge per V nebe tol'ko devuixki (Només noies al cel). El 1976 fou nomenat Artista Emèrit de la URSS.

## Filmografia
- 1929: Priomix (L'adoptat, Приемыш), curtmetratge
- 1930: Revanx (Реванш), pel·lícula per nens sobre els fets del 1905
- 1931: Bombist (Бомбист), sobre la implicació dels infants durant la guerra civil.
- 1936: Kosmitxeski reis: Fantastitxeskaia novella (Космический рейс, el viatge còsmis)
- 1938: Granitsa na zamke (Граница на замке, el castell a la frontera)
- 1939: Borba prodolzhaetsya (Борьба продолжается, la lluita continua
- 1945: Piatnadtsatiletni kapitan, adaptació de la novel·la d'aventures de Jules Verne Un capità de quinze anys
- 1952: Nerazlutxnie druzia (Неразлучные друзья, Amics inseparables)
- 1958: Labina s gor (Лавина с гор, Allau a les muntanyes)
- 1963: Kak ia bil samostoiatelnim (Как я был самостоятельным, Com era independent)
- 1965: TXiorni biznes (Чёрный бизнес, treball negre)
- 1970: Morskoi kharakter (Морской характер, Personatge marí)
- 1973: Txelovek v xtatskom (Человек в штатском, Un home amb roba de civil)
- 1980: Vsadnik na zolotom kone (Всадник на золотом коне, el cavaller del cavall d'or)